# Chirita tibetica
Chirita tibetica är en tvåhjärtbladig växtart som först beskrevs av Adrien René Franchet, och fick sitt nu gällande namn av Brian Laurence Burtt. Chirita tibetica ingår i släktet Chirita och familjen Gesneriaceae. Inga underarter finns listade i Catalogue of Life.